# Булат Ширин

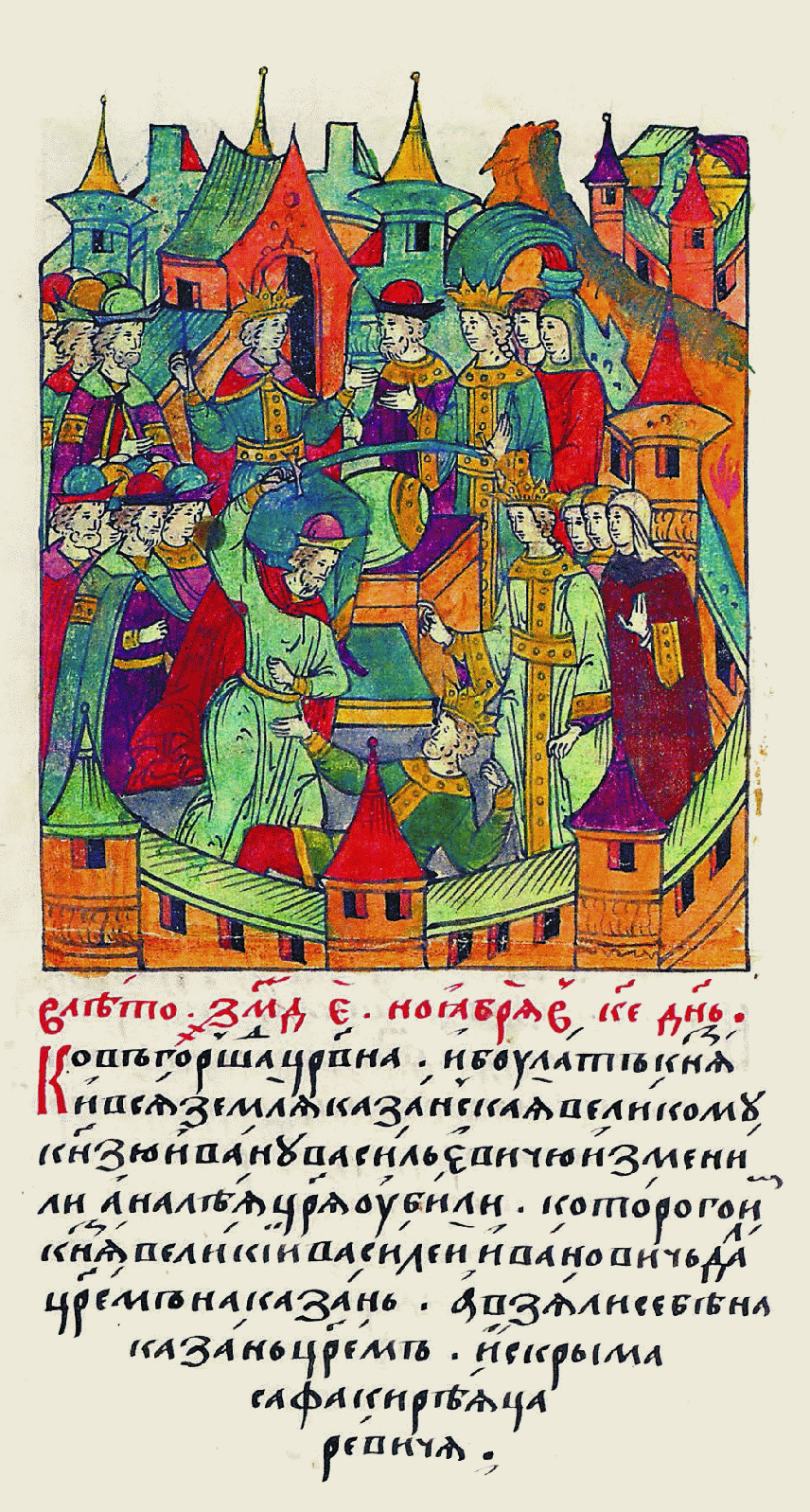
Миниатюра Лицевого летописного свода: «В 7044 году в ноябре
в 25 день. Ковгоршад царевна и Булат-князь, и вся земля Казанская великому князю Ивану Васильевичу изменили: царя Яналея убили, которого им князь великий Василий Иванович дал царем на Казань, а взяли себе на Казань царем из Крыма царевича Сафа-Гирея».

Була́т Ши́рин (ок. 1490—1545) — татарский, казанский бек. В 1519 г. участвовал в переговорах с Москвой для возведения на трон Шах-Али. В 1531 г. организовал заговор против хана Сафа-Гирея. Во время правления хана Джан-Али определял внешнюю политику Казанского ханства. В 1536—1545 гг. олуг карачибек правительства Сафа-Гирей хана. Казнён после неудачного заговора против Сафа-Гирея.

## Семья
- Сын — Нур-Али.